# エドヴィン・エンドレ
エドヴィン・エンドレ（Edvin Endre、1994年7月1日 - ）は、スウェーデンのストックホルム出身の俳優。エドヴィン・エンドルと表記されることもある。

## 略歴
父は俳優のトーマス・ハンソン、母は女優のレナ・エンドレ。本国スウェーデンでは二世俳優として知られる。
2019年の日本の大河ドラマ『いだてん〜東京オリムピック噺〜』では、日本のマラソンの父、金栗四三のストックホルムオリンピックでの日本語ガイド、ダニエルを演じて反響を呼んだ。

## 主な出演作品
- ヒドゥン・チャイルド 埋もれた真実 Tyskungen (2013) - 過去のアクセル役 ※日本劇場未公開、WOWOWにて放映
- イーグル・ジャンプ Eddie the Eagle (2015) - マッチ・ニッカネン役 ※日本劇場未公開
- バルト・キングダム Nameja gredzens (2018) - 主人公ナメイ役 ※日本劇場未公開
- ムーミン谷のなかまたち Moominvalley (2019) - スナフキン役 ※テレビアニメ、英語版に声の出演
- いだてん〜東京オリムピック噺〜 (2019) - ダニエル役 ※5エピソードに出演